# Records de Pologne d'athlétisme

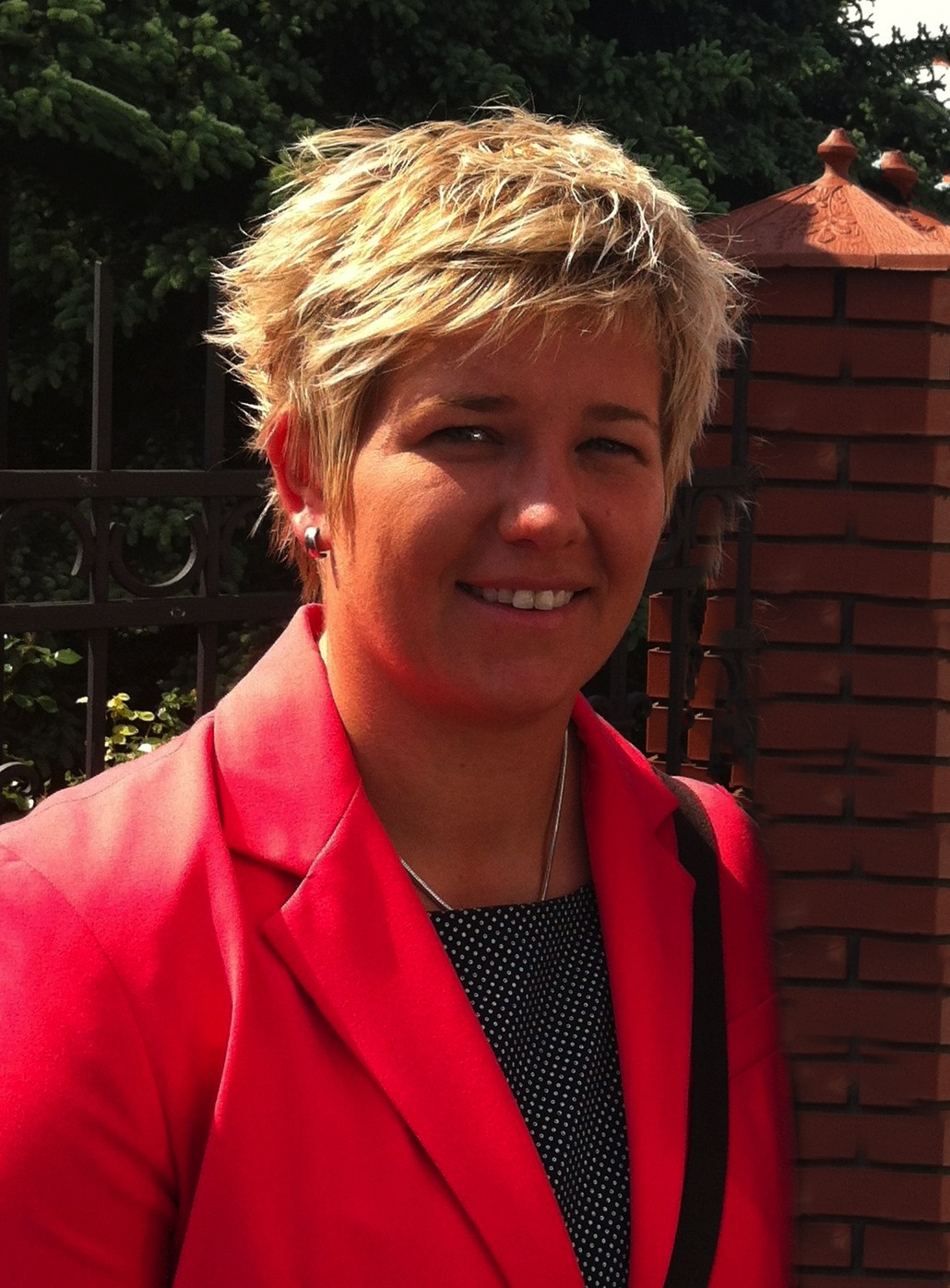
Anita Włodarczyk en 2013

Les records de Pologne d'athlétisme sont les meilleures performances réalisées par des athlètes polonais et homologuées par la Fédération polonaise d'athlétisme (PZLA).
La PZLA admet les records nationaux absolus lorsqu'ils sont réalisés indifféremment en plein air ou en salle.

## Records de Pologne

### Hommes
| Épreuve                 | Record | Athlète | Date                        | Compétition                                                                         | Lieu              | Réf.   |
| ----------------------- | --- | --- | --------------------------- | ----------------------------------------------------------------------------------- | ----------------- | ------ |
| 100 m                   | 10 s 00 (+2,0 m/s) | Marian Woronin | 9 juin 1984                 | Mémorial Janusz-Kusociński                                                          | Varsovie          |        |
| 200 m                   | 19 s 98 (+1,7 m/s) | Marcin Urbaś | 25 août 1999                | Championnats du monde                                                               | Séville           |        |
| 400 m                   | 44 s 62 | Tomasz Czubak | 24 août 1999                | Championnats du monde                                                               | Séville           |        |
| 800 m                   | 1 min 43 s 22 | Paweł Czapiewski | 17 août 2001                | Weltklasse Zürich                                                                   | Zurich            |        |
| 1 000 m                 | 2 min 14 s 30 | Marcin Lewandowski | 25 août 2016                | Athletissima                                                                        | Lausanne          | [ 2 ]  |
| 1 500 m                 | 3 min 30 s 42 | Marcin Lewandowski | 9 juillet 2021              | Meeting Herculis                                                                    | Monaco            | [ 3 ]  |
| Mile                    | 3 min 49 s 11 | Marcin Lewandowski | 1er juillet 2021            | Bislett Games                                                                       | Oslo              | [ 4 ]  |
| 2 000 m                 | 5 min 1 s 7 | Michał Bartoszak | 26 mai 1991                 |                                                                                     | Turin             |        |
| 3 000 m                 | 7 min 42 s 4 | Bronisław Malinowski | 4 juillet 1974              | Bislett Games                                                                       | Oslo              |        |
| 5 000 m                 | 13 min 17 s 69 | Bronisław Malinowski | 5 juillet 1976              |                                                                                     | Stockholm         |        |
| 10 000 m                | 27 min 53 s 61 | Jerzy Kowol | 29 août 1978                | Championnats d'Europe                                                               | Prague            |        |
| 5 km (route)            | 13 min 39 s | Michał Bartoszak | 7 mars 1993                 |                                                                                     | Los Angeles       |        |
| 10 km (route)           | 28 min 5 s | Leszek Bebło | 1er mai 1991                |                                                                                     | Essen             |        |
| 20 000 m (piste)        | 59 min 24 s 8+ | Leszek Bebło | 31 mars 1990                |                                                                                     | La Flèche         |        |
| Heure                   | 20 218 m | Leszek Bebło | 31 mars 1990                |                                                                                     | La Flèche         |        |
| Semi-marathon           | 1 h 1 min 32 s | Krystian Zalewski | 17 octobre 2020             | Championnats du monde de semi-marathon                                              | Gdynia            | [ 5 ]  |
| 25 000 m (piste)        | 1 h 17 min 54 s 0+ | Kazimierz Podolak | 19 octobre 1969             |                                                                                     | Varsovie          |        |
| 30 000 m (piste)        | 1 h 35 min 44 s 4 | Michał Wójcik | 19 octobre 1969             |                                                                                     | Varsovie          |        |
| Marathon                | 2 h 7 min 39 s | Henryk Szost | 4 mars 2012                 | Marathon du lac Biwa                                                                | Ōtsu              | ,      |
| 100 km (route)          | 6 h 23 min 34 s | Jarosław Janicki | 26 juin 1994                |                                                                                     | Lac Saroma        |        |
| 110 m haies             | 13 s 25 (+1,3 m/s) | Damian Czykier | 11 juin 2022                | Championnats de Pologne                                                             | Suwałki           | [ 8 ]  |
| 110 m haies             | 13 s 25 (+1,1 m/s) | Jakub Szymański | 28 juin 2024                | Championnats de Pologne                                                             | Bydgoszcz         | [ 9 ]  |
| 400 m haies             | 48 s 12 | Marek Plawgo | 28 août 2007                | Championnats du monde                                                               | Osaka             |        |
| 3 000 m steeple         | 8 min 09 s 11 | Bronisław Malinowski | 28 juillet 1976             | Jeux olympiques                                                                     | Montréal          |        |
| Saut en hauteur         | 2,38 m | Artur Partyka | 18 août 1996                | Internationales Hochsprung-Meeting Eberstadt                                        | Eberstadt         |        |
| Saut à la perche        | 6,02 m | Piotr Lisek | 12 juillet 2019             | Meeting Herculis                                                                    | Monaco            | [ 10 ] |
| Saut en longueur        | 8,28 m A (+0,8 m/s) | Grzegorz Marciniszyn | 14 juillet 2001             |                                                                                     | Malles            |        |
| Triple saut             | 17,53 m (+1,6 m/s) | Zdzisław Hoffmann | 4 juin 1985                 |                                                                                     | Madrid            |        |
| Lancer du poids         | 22,32 m | Michał Haratyk | 28 juillet 2019 3 août 2019 | Gwiazdy na Warszawskich Fontannach Festival des lancers Memorial Kamila Skolimowska | Varsovie Cetniewo | [ 11 ] |
| Lancer du disque        | 71,84 m | Piotr Małachowski | 8 juin 2013                 | Fanny Blankers-Koen Games                                                           | Hengelo           | [ 12 ] |
| Lancer du marteau       | 83,93 m | Paweł Fajdek | 9 août 2015                 | Mémorial Janusz-Kusociński                                                          | Varsovie          | [ 13 ] |
| Lancer du javelot       | 89,55 m | Marcin Krukowski | 8 juin 2021                 | Paavo Nurmi Games                                                                   | Turku             | [ 14 ] |
| Décathlon               | 8 566 pts | Sebastian Chmara | 16–17 mai 1998              |                                                                                     | Alhama de Murcia  |        |
| Décathlon               | 10 s 97 (+2,9 m/s) (100 m), 7,56 m (-1,2 m/s) (longueur), 16,03 m (poids), 2,10 m (hauteur), 48 s 27 (400 m) / 14 s 32 (+1,8 m/s) (110 m haies), 44,39 m (disque), 5,20 m (perche), 57,25 m (javelot), 4 min 29 s 66 (1 500 m) | |                             |                                                                                     |                   |        |
| 20 000 m marche (piste) | 1 h 19 min 52 s 0 | Robert Korzeniowski | 4 septembre 2001            |                                                                                     | Brisbane          |        |
| 20 km marche (route)    | 1 h 18 min 22 s | Robert Korzeniowski | 9 juillet 2000              |                                                                                     | Hildesheim        |        |
| 30 000 m marche (piste) | 2 h 13 min 24 s 3 | Jan Kłos | 29 septembre 1991           |                                                                                     | Varsovie          | [ 15 ] |
| 35 km marche (route)    | 2 h 28 min 30 s | Robert Korzeniowski | 12 juin 1993                |                                                                                     | Eschborn          |        |
| 50 000 m marche (piste) | 3 h 52 min 53 s 0 | Jacek Bednarek | 15 mai 1992                 |                                                                                     | Fana              |        |
| 50 km marche (route)    | 3 h 36 min 3 s | Robert Korzeniowski | 27 août 2003                | Championnats du monde                                                               | Paris             | [ 16 ] |
| 4 × 100 m               | 38 s 15 | Pologne Adrian Brzeziński Przemysław Słowikowski Patryk Wykrota Dominik Kopeć                                                                        | 21 août 2022                | Championnats d'Europe                                                               | Munich            | [ 17 ] |
| 4 × 200 m               | 1 min 21 s 22 | Pologne Zbigniew Tulin Piotr Balcerzak Ryszard Pilarczyk Marcin Urbaś                                                                                | 14 juillet 2001             |                                                                                     | Gdańsk            |        |
| 4 × 400 m               | 2 min 58 s 00 | Pologne Piotr Rysiukiewicz Tomasz Czubak Piotr Haczek Robert Maćkowiak                                                                               | 22 juillet 1998             | Goodwill Games                                                                      | Uniondale         |        |
| 4 × 800 m               | 7 min 8 s 69 | Pologne Karol Konieczny Szymon Krawczyk Marcin Lewandowski Adam Kszczot                                                                              | 24 mai 2014                 | Relais mondiaux de l'IAAF                                                           | Nassau            | [ 18 ] |
| 4 × 1 500 m             | 15 min 2 s 6 | Pologne Zenon Szordykowski Józef Ziubrak Michał Skowronek Henryk Wasilewski                                                                          | 5 mai 1976                  |                                                                                     | Athènes           |        |
| Relais Ekiden           | 2 h 6 min 26 s | Pologne Rafał Snochowski / 5 km Radosław Dudycz / 10 km Tomasz Szymkowiak / 5 km Paweł Ochal / 10 km Mariusz Gizyński / 5 km Rafał Wójcik / 7.195 km | 23 novembre 2006            | International Chiba Ekiden                                                          | Chiba             |        |

### Femmes
| Épreuve                 | Record | Athlète                                                                                      | Date              | Compétition                        | Lieu             | Réf.   |
| ----------------------- | --- | -------------------------------------------------------------------------------------------- | ----------------- | ---------------------------------- | ---------------- | ------ |
| 100 m                   | 10 s 93 (+1,8 m/s) | Ewa Kasprzyk                                                                                 | 27 juin 1986      | Championnats de Pologne            | Grudziądz        | [ 19 ] |
| 200 m                   | 22 s 13 (+1,2 m/s) | Ewa Kasprzyk                                                                                 | 8 juillet 1986    | Goodwill Games                     | Moscou           |        |
| 400 m                   | 48 s 90 | Natalia Kaczmarek                                                                            | 20 juillet 2024   | London Grand Prix                  | Londres          | [ 20 ] |
| 800 m                   | 1 min 56 s 95 | Jolanta Januchta                                                                             | 11 août 1980      |                                    | Budapest         |        |
| 1 000 m                 | 2 min 32 s 30 | Sofia Ennaoui                                                                                | 14 août 2020      | Meeting Herculis                   | Monaco           | [ 21 ] |
| 1 500 m                 | 3 min 57 s 31 | Weronika Lizakowska                                                                          | 8 août 2024       | Jeux olympiques                    | Saint-Denis      | [ 22 ] |
| Mile                    | 4 min 19 s 58 | Angelika Cichocka                                                                            | 9 juillet 2017    | London Grand Prix                  | Londres          |        |
| 2 000 m                 | 5 min 38 s 44 | Lidia Chojecka                                                                               | 4 septembre 2009  | Mémorial Van Damme                 | Bruxelles        |        |
| 3 000 m                 | 8 min 31 s 69 | Lidia Chojecka                                                                               | 30 août 2002      | Mémorial Van Damme                 | Bruxelles        |        |
| 5 000 m                 | 15 min 04 s 88 | Lidia Chojecka                                                                               | 6 septembre 2002  | ISTAF                              | Berlin           |        |
| 10 000 m                | 31 min 43 s 51 | Karolina Jarzyńska                                                                           | 27 juin 2013      | Golden Spike                       | Ostrava          | [ 23 ] |
| 5 km (route)            | 15 min 34 s | Grażyna Syrek                                                                                | 19 septembre 2004 |                                    | Prague           |        |
| 10 km (route)           | 32 min 8 s | Karolina Nadolska                                                                            | 12 janvier 2020   |                                    | Valence          |        |
| Heure                   | 15 605 m | Irena Sakowicz                                                                               | 8 octobre 2006    |                                    | Białystok        |        |
| Semi-marathon           | 1 h 9 min 18 s | Karolina Nadolska                                                                            | 17 octobre 2021   | Semi-marathon de Poznań            | Poznań           | [ 24 ] |
| Marathon                | 2 h 25 min 52 s | Aleksandra Lisowska                                                                          | 3 décembre 2023   | Marathon de Valence                | Valence          | [ 26 ] |
| 100 km (route)          | 7 h 4 min 36 s | Dominika Stelmach                                                                            | 30 août 2020      | Championnats de Pologne            | Pabianice        | [ 27 ] |
| 100 m haies             | 12 s 36 (+1,9 m/s) | Grażyna Rabsztyn                                                                             | 13 juin 1980      | Mémorial Janusz-Kusociński         | Varsovie         |        |
| 400 m haies             | 53 s 86 | Anna Jesień                                                                                  | 28 août 2007      | Championnats du monde              | Osaka            | [ 28 ] |
| 3 000 m steeple         | 9 min 16 s 51 | Alicja Konieczek                                                                             | 4 août 2024       | Jeux olympiques                    | Saint-Denis      | [ 29 ] |
| Saut en hauteur         | 2,02 m (i) | Kamila Lićwinko                                                                              | 21 février 2015   | Championnats de Pologne en salle   | Toruń            | [ 30 ] |
| Saut à la perche        | 4,85 m (i) | Anna Rogowska                                                                                | 6 mars 2011       | Championnats d'Europe en salle     | Paris            | [ 31 ] |
| Saut en longueur        | 6,97 m (+2,0 m/s) | Agata Karczmarek                                                                             | 6 août 1988       |                                    | Lublin           |        |
| Triple saut             | 14,44 m (+1,8 m/s) | Małgorzata Trybańska                                                                         | 29 juillet 2010   | Championnats d'Europe              | Barcelone        | [ 32 ] |
| Lancer du poids         | 19,58 m | Ludwika Chewińska                                                                            | 26 juin 1976      | Championnats de Pologne            | Bydgoszcz        | [ 33 ] |
| Lancer du disque        | 66,18 m | Renata Katewicz                                                                              | 7 août 1988       |                                    | Łódź             |        |
| Lancer du marteau       | 82,98 m | Anita Włodarczyk                                                                             | 28 août 2016      |                                    | Varsovie         | [ 34 ] |
| Lancer du javelot       | 71,40 m | Maria Andrejczyk                                                                             | 9 mai 2021        | Coupe d'Europe des lancers         | Split            | [ 35 ] |
| Heptathlon              | 6 672 pts | Adrianna Sułek                                                                               | 18 juillet 2022   | Championnats du monde              | Eugene           | [ 36 ] |
| Heptathlon              | 13 s 28 (+0,7 m/s) (100 m haies), 1,89 m (hauteur), 14,13 m (poids), 23 s 77 (+1,4 m/s) (200 m) / 6,43 m (+0,8 m/s) (longueur), 41,63 m (javelot), 2 min 07 s 18 (800 m) |                                                                                              |                   |                                    |                  |        |
| 10 000 m marche (piste) | 42 min 47 s 4 | Katarzyna Radtke                                                                             | 8 mai 1993        |                                    | Fana             |        |
| 10 km marche (route)    | 42 min 17 s | Katarzyna Radtke                                                                             | 11 mai 1996       | Oder-Neisse Racewalking Grand Prix | Eisenhüttenstadt |        |
| 20 km marche (route)    | 1 h 27 min 31 s | Katarzyna Zdziebło                                                                           | 15 juillet 2022   | Championnats du monde              | Eugene           | [ 37 ] |
| 35 km marche (route)    | 2 h 40 min 3 s | Katarzyna Zdziebło                                                                           | 22 juillet 2022   | Championnats du monde              | Eugene           |        |
| 50 km marche (route)    | 4 h 31 min 19 s | Agnieszka Ellward                                                                            | 19 mai 2019       | Coupe d'Europe de marche           | Alytus           | [ 38 ] |
| 4 × 100 m               | 42 s 61 | Pologne Pia Skrzyszowska Anna Kiełbasińska Marika Popowicz-Drapała Ewa Swoboda               | 21 août 2022      | Championnats d'Europe              | Munich           | [ 39 ] |
| 4 × 200 m               | 1 min 35 s 5 | Pologne Ewa Długołecka Barbara Bakulin Danuta Jędrejek Helena Fliśnik                        | 31 mai 1975       |                                    | Bourges          |        |
| 4 × 400 m               | 3 min 20 s 53 | Pologne Natalia Kaczmarek Iga Baumgart-Witan Małgorzata Hołub-Kowalik Justyna Święty-Ersetic | 7 août 2021       | Jeux olympiques                    | Tokyo            | [ 40 ] |
| 4 × 800 m               | 8 min 11 s 36 | Pologne Syntia Ellward Katarzyna Broniatowska Angelika Cichocka Sofia Ennaoui                | 3 mai 2015        | Relais mondiaux de l'IAAF          | Nassau           | [ 41 ] |

## Salle

### Hommes
| Épreuve | Record        | Athlète            | Date            | Compétition    | Lieu  | Réf.   |
| ------- | ------------- | ------------------ | --------------- | -------------- | ----- | ------ |
| 1 500 m | 3 min 35 s 71 | Marcin Lewandowski | 17 février 2021 | Copernicus Cup | Toruń | [ 42 ] |

### Femmes
| Épreuve | Record  | Athlète                | Date        | Compétition                      | Lieu  | Réf.   |
| ------- | ------- | ---------------------- | ----------- | -------------------------------- | ----- | ------ |
| 60 m    | 6 s 99  | Ewa Swoboda            | 5 mars 2022 | Championnats de Pologne en salle | Toruń | [ 43 ] |
| 400 m   | 51 s 04 | Justyna Święty-Ersetic | 6 mars 2022 |                                  | Toruń |        |